# تضمين الطور
تضمين الطور (بالإنجليزية: Phase Modulation اختصاراً PM)‏ هو أحد أشكال التضمين التي تظهر المعلومات في شكل تغيرات في طور الموجة الحاملة. 
يتميز هذا النوع من التضمين بالتوفيق بين مزايا التضمين السعوي والتضمين الترددي حيث يحافظ على جودة الإشارة باستخدام نطاق ترددي أقل من ذلك المستخدم في التضمين الترددي ولكن يعيبه تعقيد التجهيزات.

## النظرية

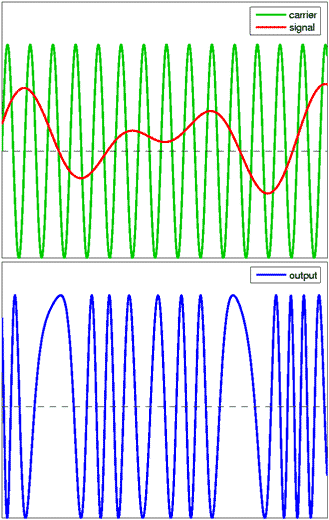
مثال لتضمين الطور.

بفرض {\displaystyle m(t)\,} الإشارة المراد إرسالها وأن التردد الحامل هو
{\displaystyle c(t)=A_{c}\sin \left(\omega _{\mathrm {c} }t+\phi _{\mathrm {c} }\right).}
وبإدراج دالة التضمين بحيث تكون:
{\displaystyle y(t)=A_{c}\sin \left(\omega _{\mathrm {c} }t+m(t)+\phi _{\mathrm {c} }\right).}
ليس من السهل استنتاج علاقة رياضية مباشرة لدالة التضمين ولكن يمكن الأخذ بعين الاعتبار منطقتين هما:
- يمكن تقريب دالة تضمين الطور بدالة تضمين السعة عند السعات الصغيرة فيلاحظ ظهور نطاقين جانبيين وكفاءة رديئة نسبيا.
- بالنسبة لقيم الإشارة الجيبية الكبيرة نسبيا، يمكن تقريب تضمين الطور بتضمين التردد وبالتالي يكون عرض النطاق تقريبا

{\displaystyle 2\left(h+1\right)f_{\mathrm {M} }\,},
حيث {\displaystyle f_{\mathrm {M} }=\omega _{\mathrm {m} }/2\pi \,} و{\displaystyle h\,} معامل التضمين.

## معامل التضمين
يعبر معامل التضمين الطوري عن مدى تغير الإشارة المضمنة بالنسبة لمستواها قبل التضمين ويعطى بالعلاقة
{\displaystyle h\,=\Delta \theta \,},
حيث {\displaystyle \Delta \theta \,} هي الانحراف الاعظمي في الطور.

## إنظر أيضًا
- تضمين
- تضمين زائد